# Ship to Wreck
Ship to Wreck is een nummer van de Britse indierockband Florence and the Machine uit 2015. Het is de tweede single van hun derde studioalbum How Big, How Blue, How Beautiful.
"Ship to Wreck" was het meest succesvol in Vlaanderen en het Verenigd Koninkrijk, Florence and the Machine's thuisland. In het Verenigd Koninkrijk haalde het de 27e positie, en in de Vlaamse Ultratop 50 de 12e.

## NPO Radio 2 Top 2000
| Nummer met noteringen in de NPO Radio 2 Top 2000 | '16  | '17  | '18  | '19  |
| ------------------------------------------------ | ---- | ---- | ---- | ---- |
| Ship to Wreck                                    | 1840 | 1968 | 1685 | 1855 |

1. ↑  Een vetgedrukt getal geeft de hoogste notering aan.
2. ↑  2016 was het eerste jaar met een notering voor dit nummer.
3. ↑  Deze tabel is bijgewerkt tot en met de laatste editie (2024).